# Daniel F. Galouye
Œuvres principales
- Le Monde aveugle
- Les Seigneurs des sphères
- Simulacron 3

Daniel Francis Galouye, né le 11 février 1920 à La Nouvelle-Orléans en Louisiane et mort le 7 septembre 1976 , est un écrivain de science-fiction américain.

## Biographie
Daniel Francis Galouye nait à La Nouvelle-Orléans le 11 février 1920 et décède le 7 septembre 1976 au même endroit. Galouye est pilote de l'US Navy pendant la Seconde Guerre mondiale entre 1942 et 1946. Il suit des études à l'École aéronavale de Pensacola, sort avec le grade de lieutenant et commence une carrière de reporter, puis comme éditeur de 1956 à 1967, époque à laquelle sa santé fragile le contraint à cesser ses activités professionnelles. Son état de santé ne cesse de se dégrader jusqu'à sa mort à l'âge de 56 ans.
Tout comme son contemporain Alfred Bester, Daniel Francis Galouye publie un nombre relativement restreint de romans à succès sans jamais embrasser directement la carrière d'écrivain. S'il avait vécu à New York qui était à cette époque le point de convergence des publications liées à la science-fiction, sa carrière aurait peut-être pris un autre tournant.
Daniel Francis Galouye écrit diverses nouvelles pour des magazines entre les années 1950 et 1960. Il est également l'auteur de romans remarqués comme Simulacron 3 qui fut adapté en plusieurs épisodes pour une série télévisée allemande en 1973 intitulée Le Monde sur le fil (Welt am Draht), réalisée par Rainer Werner Fassbinder, porté au grand écran en 1999 sous le titre Passé virtuel (The Thirteenth Floor), et mis en scène par Jay Scheib en 2012 sous le titre World of Wires.

## Œuvres

### Romans
- Le Monde aveugle, Denoël, coll. « Présence du futur » no 68, 1963 ((en) Dark Universe, 1961)Réédition, Gallimard, coll. « Folio SF » no 383, 2010
- Les Seigneurs des sphères, Denoël, coll. « Présence du futur » no 87, 1965 ((en) Lords of the Psychon, 1963)
- Simulacron 3, OPTA, coll. « Galaxie-bis » no 8, 1968 ((en) Simulacron 3, 1964)Réédition, J'ai lu no 778 ; réédition, Gallimard, coll. « Folio SF » no 371, 2010
- Le Temps du grand cri (en), OPTA, coll. « Galaxie-bis » no 83, 1982 ((en) A Scourge of Screamers, 1968)Paru aux États-Unis sous le titre The Lost Perception
- L'Homme infini (en), OPTA, coll. « Anti-mondes » no 21, 1975 ((en) The Infinite Man, 1973)Réédition, Le Livre de poche, coll. « Science-fiction » no 7034, 1978

### Recueils de nouvelles
- (en) The Last Leap and Other Stories of the Super-Mind, 1964
- (en) Project Barrier, 1968

### Nouvelles
- Jebaburba, 1955 ((en) Jebaburba, 1954)Parue dans Galaxie no 16 ; rééditée dans Marginal no 12
- L'Antre de Satan, 1956 ((en) Satan's Shrine, 1954)Parue dans Galaxie no 28 ; rééditée dans Marginal no 16
- La Cité des sphères, 1964 ((en) The City of Force, 1954)Parue dans Galaxie no 8
- L'Asile, 1957 ((en) Sanctuary, 1954)Parue dans Fiction no 44 ; rééditée dans Histoires de mutants
- Un monde parfait, 1956 ((en) Country Estate, 1955)Parue dans Galaxie no 29
- Que la lumière soit, 1957 ((en) Seeing-Eye Dog, 1956)Parue dans Galaxie no 42
- Les Enfants de Jackson, 1957 ((en) All Jackson's Children, 1957)Parue dans Galaxie no 39 ; rééditée dans Marginal no 5
- Prenez, je vous en prie !, 1958 ((en) If Money, 1957)Parue dans Galaxie no 50
- L'amour est aveugle, 1958 ((en) Share Alike, 1957)Parue dans Galaxie no 51
- À l'assaut des hommes, 1958 ((en) Shock Troop, 1957)Parue dans Galaxie no 52
- Le Pantomorphe, 1957 ((en) The Pliable, 1957)Parue dans Fiction no 41 ; rééditée dans Fiction spécial no 23 (1974) puis Fiction no 334 (1982) et dans Histoires de voyages dans l'espace (1983)
- Délivrez-nous du mal, 1965 ((en) Soft Touch, 1959)Parue dans Galaxie no 19 ; rééditée dans Histoires de mutants
- Assistance massive, 1960 ((en) Gravy Train, 1960)Parue dans Galaxie no 79 ; rééditée sous le titre Par ici la bonne soupe dans Le Maître des âges, OPTA, coll. « Galaxie-bis » no 51
- Esprit de combat, 1965 ((en) Fighting Spirit, 1960)Parue dans Galaxie no 9
- Le Dernier Bond, 1968 ((en) The Last Leap, 1960)Parue dans Galaxie no 52
- L'Image dans le miroir, 1968 ((en) Mirror Image, 1961)Parue dans Galaxie no 53
- Les Chasseurs, 1965 ((en) The Chasers, 1961)Parue dans Galaxie no 19 ; rééditée dans Histoires de la fin des temps
- Le Meilleur des équipages, 1965 ((en) Homey Atmosphere, 1961)Parue dans Galaxie no 14 ; rééditée dans Histoires de cosmonautes
- Diplomatie éclair, 1975 ((en) Diplomatic Coop, 1966)
- Le Rêve et l'Envol, 1968 ((en) Flight of Fancy, 1968)Parue dans Fiction no 175
- O mon bon maître, 1973 ((en) O Kind Master, 1970)Parue dans Galaxie no 108